# Jack Doohan
Jack Doohan (* 20. Januar 2003 in Gold Coast) ist ein australischer Automobilrennfahrer. Er startete 2022 und 2023 in der FIA-Formel-2-Meisterschaft für UNI-Virtuosi Racing. Er ging seit dem Großen Preis von Abu Dhabi 2024 bis zum Rennen in Miami 2025 für Alpine in der Formel 1 an den Start.

## Karriere
Nach dem Ende seiner Karriere im Kartsport startete Doohan 2018 erstmals im Einsitzer-Rennsport. Er fuhr in diesem Jahr Vollzeit in der britischen Formel-4-Meisterschaft, die er auf dem fünften Platz abschloss. Außerdem nahm er an ausgewählten Rennen der deutschen und italienischen Formel-4-Meisterschaft teil, bei denen er den 12. und 20. Meisterschaftsplatz belegte.
Im folgenden Jahr wechselte Doohan in die Asiatische-Formel-3-Meisterschaft, die er mit fünf Siegen auf dem 2. Platz beendete. Zudem fuhr er in der Euroformula-Open-Meisterschaft, die er mit dem 11. Platz in der Meisterschaft abschloss. In der Saison 2019/20 der Asiatischen-Formel-3-Meisterschaft erreichte er erneut den zweiten Platz in der Meisterschaft mit sechs Siegen.
Bei der FIA-Formel-3-Meisterschaft 2020 startete Doohan für das Team HWA Racelab. Er landete ohne Punkte hinter seinen Teamkollegen Enzo Fittipaldi und Jake Hughes auf dem 26. Meisterschaftsplatz.

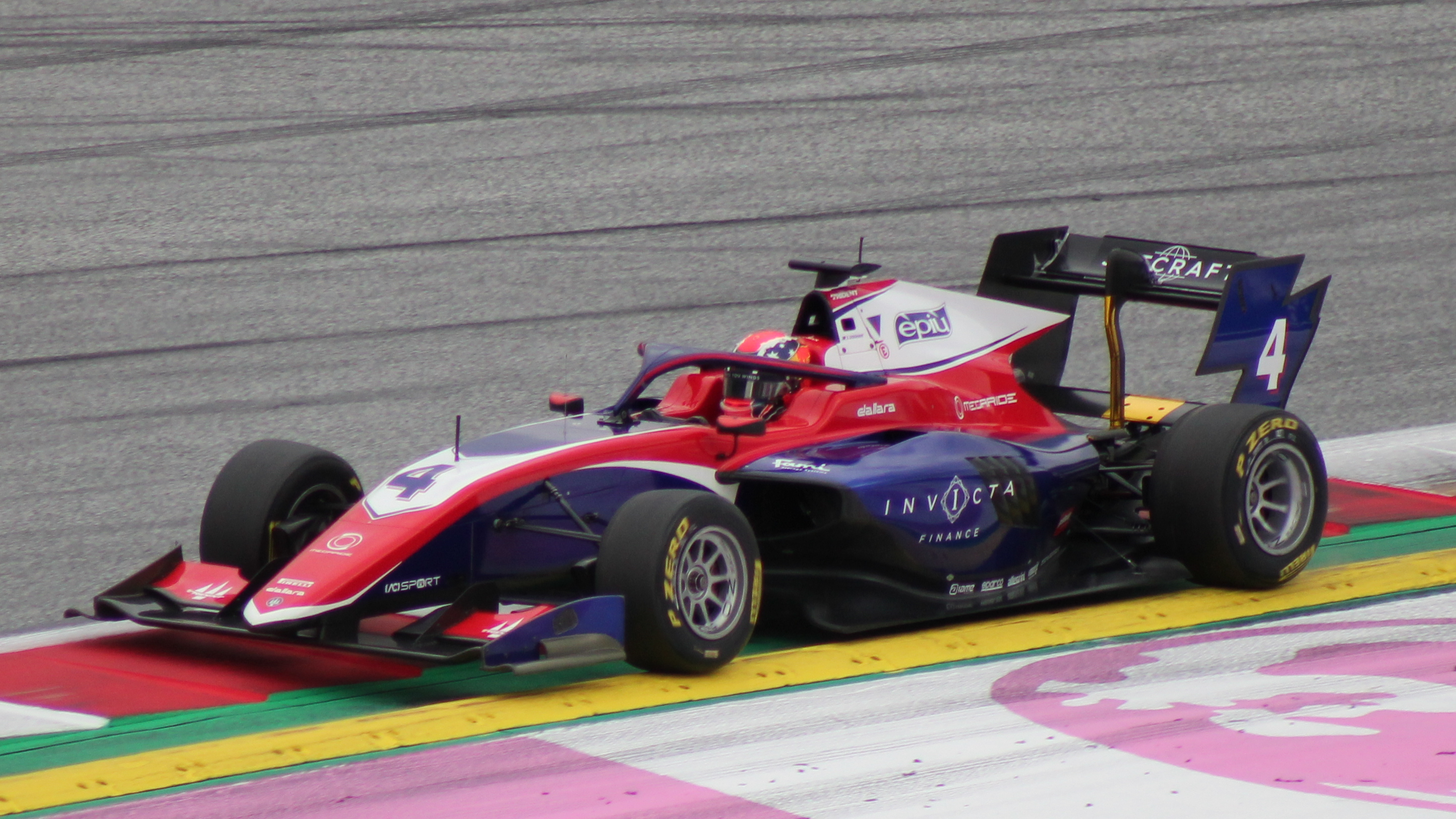
Jack Doohan in Spielberg 2021

Im Jahr 2021 wechselte er zum italienischen Team Trident Racing. Seine Teamkollegen waren David Schumacher und Clément Novalak. Er erzielte beim zweiten Rennwochenende in Le Castellet seinen ersten Sieg in der Meisterschaft. Mit insgesamt 179 Meisterschaftspunkten und vier Rennsiegen wurde er Zweiter dieser Formel-3-Saison. Zudem startete er in den letzten beiden Rennwochenenden in der FIA-Formel-2-Meisterschaft 2021 für MP Motorsport, in welchen er 7 Meisterschaftspunkte sammeln konnte.
2022 stieg er in die FIA-Formel-2-Meisterschaft mit UNI-Virtuosi Racing auf. Sein Teamkollege war Marino Satō. Mit 128 Meisterschaftspunkten, drei Rennsiegen und drei Pole-Positions belegte er den sechsten Rang in der Gesamtwertung. Überdies wurden ihm vom Alpine F1 Team Einsätze bei Freien Trainings der Formel-1-Weltmeisterschaft 2022 ermöglicht.
2023 gelangen ihm erneut drei Rennsiege in der FIA-Formel-2-Meisterschaft. Mit 168 Punkten belegte er diesmal den dritten Rang in der Meisterschaftswertung.
Im August 2024 wurde bekanntgegeben, dass er 2025 für das Alpine F1 Team in der Formel-1-Weltmeisterschaft starten wird. Er wird dort Teamkollege von Pierre Gasly. Als permanente Startnummer wollte Doohan ursprünglich die #12 wählen, aber da Mercedes diese bereits für Andrea Kimi Antonelli beantragt hatte, erhielt dieser den Zuschlag für die Nummer. Doohan entschied sich daraufhin für die #7 als seine permanente Startnummer, mit der er 2019 in der Euroformula Open angetreten ist und die bereits Kimi Räikkönen vor ihm nutzte, den er als Idol bezeichnet.
Im Vorfeld des Großen Preises von Abu Dhabi 2024 gab Alpine bekannt, dass man sich vorzeitig von Esteban Ocon trennt, Doohan gab dadurch bereits bei diesem Grand Prix sein Debüt für das Team. Er startete das Rennen vom 20. Platz und kam auf Platz 15 ins Ziel. Am 7. Mai gab das Team bekannt, dass er zumindest für die nächsten fünf Rennen durch Franco Colapinto ersetzt wird, er bleibt aber als Testfahrer bei Alpine.

## Sonstiges
Doohan ist der Sohn des fünfmaligen Motorrad-Weltmeisters Mick Doohan. Er ist seit Februar 2022 Teil des Alpine-Nachwuchsprogramms, nachdem er zuvor Teil des Red-Bull-Racing-Förderprogramms war.

## Statistik

### Statistik in der Formel-1-Weltmeisterschaft
Diese Statistik umfasst alle Teilnahmen des Fahrers an der Formel-1-Weltmeisterschaft.

#### Gesamtübersicht
(Stand: Großer Preis von Kanada, 15. Juni 2025)
| Saison | Team               | Chassis     | Motor                | Rennen | Siege | Zweiter | Dritter | Poles | schn. Rennrunden | Punkte | WM-Pos. |
| ------ | ------------------ | ----------- | -------------------- | ------ | ----- | ------- | ------- | ----- | ---------------- | ------ | ------- |
| 2024   | BWT Alpine F1 Team | Alpine A524 | Renault 1.6 V6 Turbo | 1      | –     | –       | –       | –     | –                | –      | 24.     |
| 2025   | BWT Alpine F1 Team | Alpine A525 | Renault 1.6 V6 Turbo | 6      | –     | –       | –       | –     | –                | –      | 21.     |
| Gesamt | Gesamt             | Gesamt      | Gesamt               | 7      | –     | –       | –       | –     | –                | –      |         |

#### Einzelergebnisse
| Saison | 1  | 2  | 3  | 4  | 5   | 6 | 7 | 8  | 9 | 10 | 11 | 12 | 13 | 14 | 15 | 16 | 17 | 18 | 19 | 20 | 21 | 22 | 23 | 24 |
| ------ | -- | -- | -- | -- | --- | - | - | -- | - | -- | -- | -- | -- | -- | -- | -- | -- | -- | -- | -- | -- | -- | -- | -- |
| 2024   |    |    |    |    |     |   |   |    |   |    |    |    |    |    |    |    |    |    |    |    |    |    |    |    |
|        |    |    |    |    |     |   |   | TD |   |    | TD |    |    |    |    |    |    |    |    |    |    |    | 15 |    |
| 2025   |    |    |    |    |     |   |   |    |   |    |    |    |    |    |    |    |    |    |    |    |    |    |    |    |
| DNF    | 13 | 15 | 13 | 17 | DNF |   |   |    |   |    |    |    |    |    |    |    |    |    |    |    |    |    |    |    |

* Die hochgestellten Zahlen zeigen die Ergebnisse bei den seit 2021 gefahrenen Sprintrennen
| Legende  | Legende            | Legende                                                          |
| Farbe    | Abkürzung          | Bedeutung                                                        |
| -------- | ------------------ | ---------------------------------------------------------------- |
| Gold     | –                  | Sieg                                                             |
| Silber   | –                  | 2. Platz                                                         |
| Bronze   | –                  | 3. Platz                                                         |
| Grün     | –                  | Platzierung in den Punkten                                       |
| Blau     | –                  | Klassifiziert außerhalb der Punkteränge                          |
| Violett  | DNF                | Rennen nicht beendet (did not finish)                            |
| Violett  | NC                 | nicht klassifiziert (not classified)                             |
| Rot      | DNQ                | nicht qualifiziert (did not qualify)                             |
| Rot      | DNPQ               | in Vorqualifikation gescheitert (did not pre-qualify)            |
| Schwarz  | DSQ                | disqualifiziert (disqualified)                                   |
| Weiß     | DNS                | nicht am Start (did not start)                                   |
| Weiß     | WD                 | zurückgezogen (withdrawn)                                        |
| Hellblau | PO                 | nur am Training teilgenommen (practiced only)                    |
| Hellblau | TD                 | Freitags-Testfahrer (test driver)                                |
| ohne     | DNP                | nicht am Training teilgenommen (did not practice)                |
| ohne     | INJ                | verletzt oder krank (injured)                                    |
| ohne     | EX                 | ausgeschlossen (excluded)                                        |
| ohne     | DNA                | nicht erschienen (did not arrive)                                |
| ohne     | C                  | Rennen abgesagt (cancelled)                                      |
| ohne     | keine WM-Teilnahme |                                                                  |
| sonstige | P/fett             | Pole-Position                                                    |
| sonstige | 1/2/3/4/5/6/7/8    | Punktplatzierung im Sprint-/Qualifikationsrennen                 |
| sonstige | SR/kursiv          | Schnellste Rennrunde                                             |
| sonstige | *                  | nicht im Ziel, aufgrund der zurückgelegten Distanz aber gewertet |
| sonstige | ()                 | Streichresultate                                                 |
| sonstige | unterstrichen      | Führender in der Gesamtwertung                                   |